# جمهوری‌خواهی در اسکاتلند
جمهوری‌خواهی در اسکاتلند (گیلی اسکاتلندی: Poblachdas na h-Alba) یک ایدئولوژی مبتنی بر این باور است نظام جمهوری، باید بر اسکاتلند حاکم باشدجای اینکه تحت سلطنت بریتانیا باشد. معمولاً این پیشنهاد به شکل ناسیونالیسم اسکاتلندی و کنشگری برای استقلال به خود می‌گیرد؛ اما گاهی هم از جمهوری‌خواهی در بریتانیا نشأت می‌گیرد.

## تاریخچه
اندرو فلچر یکی از برجسته‌ترین حامیان پیش حکومت جمهوریپیش از اتحادیه در اسکاتلند بود که بر اساس اصول ارضی و پدرسالار است. او الهام‌بخش اصلی آدام فرگوسن، فیلسوف روشنگری اسکاتلند بود که آرمان‌های جمهوری‌خواهانه‌اش در مقاله‌ای دربارهٔ تاریخ جامعه مدنی (۱۷۶۷) نوشته شد.
یکی از مهمترین اسناد جمهوری‌خواهی مدرن اسکاتلند، اعلامیه کالتون هیل است که در ۹ اکتبر ۲۰۰۴ اعلام شد، همان روزی که ملکه الیزابت دوم ساختمان جدید پارلمان اسکاتلند را در هالیرود افتتاح کرد.
در آستانه رفراندوم استقلال ۲۰۱۴، کمپین استقلال رادیکال از یک جمهوری مستقل اسکاتلند با یک رئیس دولت منتخب به جای اتحاد مستمر تاج‌های سلطنتی که با سلطنت انگلیس ایجاد شده بود، حمایت کرد.

## جمهوری‌خواهی در جنبش استقلال
بسیاری از افرادی که طرفدار جمهوری شدن اسکاتلند هستند این کار را از طریق حمایت از استقلال اسکاتلند انجام می‌دهند. این امر مستلزم استقلال اسکاتلند از بریتانیا و به جای ادامه اتحادیه تاج‌ها که قبل از اتحاد سیاسی بود، یک جمهوری تشکیل می‌شود که رئیس دولت منتخب نقش پادشاه مخلوع را بر عهده می‌گیرد.
اکثر احزاب و سازمان‌های سیاسی اصلی که از استقلال اسکاتلند حمایت می‌کنند نیز از تبدیل شدن اسکاتلند به یک جمهوری مستقل حمایت می‌کنند. این شامل:
- سبزهای اسکاتلند
- حزب سوسیالیست اسکاتلند
- حزب آلبا
- جنبش سوسیالیست جمهوری‌خواه اسکاتلند
- کمپین استقلال رادیکال
- جمهوری ما (گروه مبارزات انتخاباتی فراقانونی)[۳]

بزرگترین حزب حامی استقلال اسکاتلند، حزب ملی اسکاتلند، از حفظ سلطنت به عنوان یک قلمرو مشترک المنافع مشابه وضعیت سایر کشورهای ولیعهد مانند کانادا، استرالیا و نیوزلند حمایت می‌کند. با این حال، این حزب دارای تعدادی از اعضای برجسته جمهوری‌خواه، از جمله روزانا کانینگهام، کریستین گراهام، کریس استفنز و راب گیبسون است.
حزب ملی اسکاتلند پیشنهاد می‌کند که در صورت استقلال، پست ریاست با پست صدراعظم اسکاتلند جایگزین شود. علاوه بر ریاست بر پارلمان اسکاتلند، صدراعظم در زمان غیبت پادشاه از اسکاتلند از اختیارات قانون اساسی بیشتری برخوردار خواهد بود. به‌طور عمده، صدراعظم باید در نقشی شبیه به فرماندار کل در سایر قلمروهای مشترک المنافع عمل کند.

## جمهوری‌خواهی در بریتانیا
مفهوم دیگر برای جمهوری شدن اسکاتلند از طریق اصلاح وضعیت قانون اساسی بریتانیا از سلطنت مشروطه به قانون اساسی جمهوری است. پیوند صریحی با اتحادیه‌گرایی بریتانیا وجود ندارد، زیرا این امر به حمایت از اتحادیه تاج‌ها تمایل دارد. این شکلی از جمهوری‌خواهی بریتانیایی است که توسط سیاستمداران انگلیسی مانند دنیس اسکینر و جرمی کوربین و گروه‌های مدافعی مانند جمهوری حمایت می‌شود. در هیچ‌یک از احزاب سیاسی اسکاتلند حمایت جریان اصلی از این مفهوم وجود ندارد، و برخلاف حمایت از جمهوری مستقل اسکاتلند که از حمایت حزبی برخوردار است، یک موضع شخصی باقی می‌ماند. آدام تامکینز نمونه‌ای از جمهوری‌خواهان است که از بریتانیای اصلاح‌شده بدون سلطنت حمایت می‌کند، اما او پس از انتخاب شدن برای حزب محافظه‌کار و اتحادیه‌گرای اسکاتلند که از طرفداران سرسخت سلطنت هستند، تغییر کرد. مثال دیگر، کتی کلارک و مرسدس ویلالبا، اعضای کارگری اسکاتلند هستند که از لغو سلطنت در سراسر بریتانیا و همچنین اصلاحات اساسی قانون اساسی حمایت می‌کنند.

## نظرسنجی در اسکاتلند
| جدول افکار عمومی در اسکاتلند در مورد «سلطنت بریتانیا» | جدول افکار عمومی در اسکاتلند در مورد «سلطنت بریتانیا» | جدول افکار عمومی در اسکاتلند در مورد «سلطنت بریتانیا» | جدول افکار عمومی در اسکاتلند در مورد «سلطنت بریتانیا» | جدول افکار عمومی در اسکاتلند در مورد «سلطنت بریتانیا» | جدول افکار عمومی در اسکاتلند در مورد «سلطنت بریتانیا» |
| تاریخ انجام                                           | برگزارکنندهٔ نظرسنجی                                   | حمایت از سلطنت                                        | حمایت از جمهوری                                       | بلاتکلیف / دوسوگرا                                    | رهبری                                                 |
| ----------------------------------------------------- | ----------------------------------------------------- | ----------------------------------------------------- | ----------------------------------------------------- | ----------------------------------------------------- | ----------------------------------------------------- |
| ۳۰–۳۱ مه ۲۰۲۲                                         | Omnisis                                               | ۵۶٪                                                   | ۴۴٪                                                   | -                                                     | ۱۲٪                                                   |
| ۱۵ مه ۲۰۲۲                                            | آینده بریتانیا                                        | ۴۵٪                                                   | ۳۶٪                                                   | ۱۹٪                                                   | ۹٪                                                    |
| فوریه ۲۰۲۲                                            | Omnisis                                               | ۵۳٪                                                   | ۴۷٪                                                   | -                                                     | ۶٪                                                    |
| ۲۰۲۱                                                  | Panelbase                                             | ۴۷٪                                                   | ۳۵٪                                                   | ۱۸٪                                                   | ۱۲٪                                                   |
| ۲۰۱۸                                                  | DeltaPoll                                             | ۴۱٪                                                   | ۲۸٪                                                   | ۳۱٪                                                   | ۱۳٪                                                   |